# Michael Kessler (Politiker, 1949)
Michael Kessler (* 10. März 1949 in Frankfurt am Main, Hessen) ist ein deutscher Politiker (SPD) und war von 2006 bis 2016 Bürgermeister der Stadt Peine.

## Leben
Kessler wuchs in Schwalbach am Taunus auf und das Altköniggymnasium in Kronberg im Taunus. Dort machte er im Jahr 1967 das Abitur. Er studierte im Anschluss Rechtswissenschaften in Heidelberg und Berlin. 1973 schloss er das erste Staatsexamen ab. Er wurde Referendar am Oberlandesgericht Frankfurt am Main. Im Jahr 1976 bestand er dort das zweite Staatsexamen (Assessorexamen). Kessler absolvierte eine kaufmännische Zusatzausbildung in der Porzellanbranche, bei einer Bank und einer großen Genossenschaft. Danach wurde er 1979 Geschäftsführer in dem Porzellan-Einzelhandelsgeschäft seines Schwiegervaters.
Kessler trat im Jahr 1970 in die SPD ein. In den Jahren 1996 bis 2006 gehörte er für seine Partei dem Stadtrat von Peine an. Vom 1. November 2006 bis Oktober 2016 war er Bürgermeister der Stadt. Bei der gleichzeitig mit der Europawahl 2014 stattfindenden Bürgermeisterwahl kandidierte Kessler erneut und setzte sich mit 73,9 % der Stimmen gegen Karl-Heinrich Belte von der Peiner Bürgergemeinschaft (PB) durch. Vorab gab er jedoch bereits bekannt, das Amt im Falle des Wahlsieges nur noch zwei Jahre auszuführen. Am 1. November 2016 übergab Kessler sein Amt an seinen Nachfolger Klaus Saemann (SPD).
Kessler ist verheiratet und hat zwei Kinder.